# Wallot (Familie)

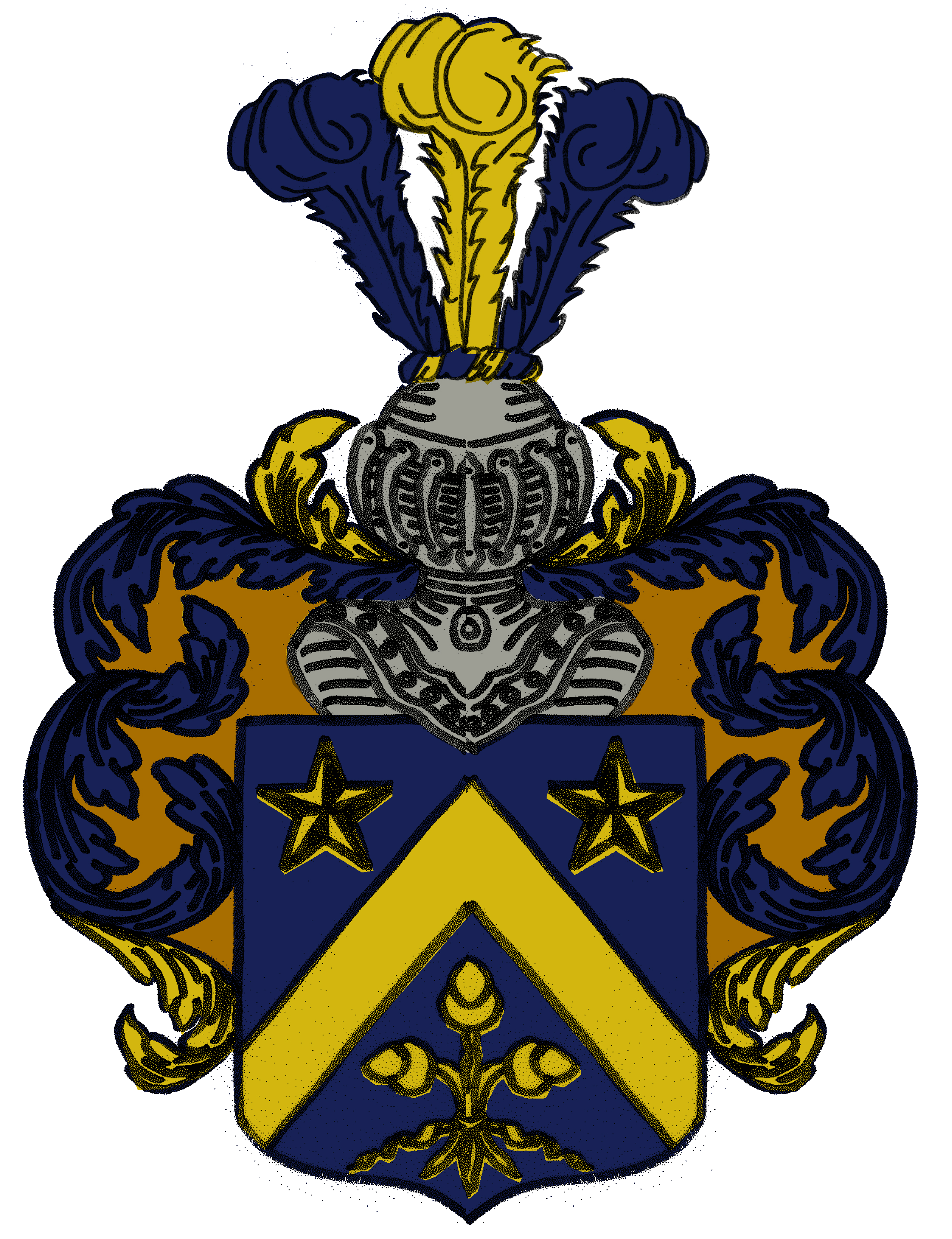
Familienwappen der Familie Wallot/Vallot

Die Familie Wallot ist hugenottischer Herkunft und geht auf das französische Haus Vallot – mutmaßlich aus Languedoc, Frankreich – zurück. Die Familie Vallot erlangte Bekanntheit durch Antoine Vallot, der in den Jahren 1652 bis zu seinem Tod 1671 Leibarzt (premier médecin du roi) des Königs Ludwig XIV. war und im Jahr 1668 in den Adelsstand erhoben wurde. Der französische wie der deutsche Zweig der Familie brachten eine Reihe bekannter Persönlichkeiten hervor, wie etwa den Architekten des deutschen Reichstagsgebäudes Paul Wallot, den Physiker Julius Wallot sowie Joseph Vallot, der das bis heute existierende Observatorium Refuge Vallot auf dem Mont Blanc errichtete. Direkte Nachkommen existieren bis heute.

## Geschichte der Familie

### Antoine Vallot

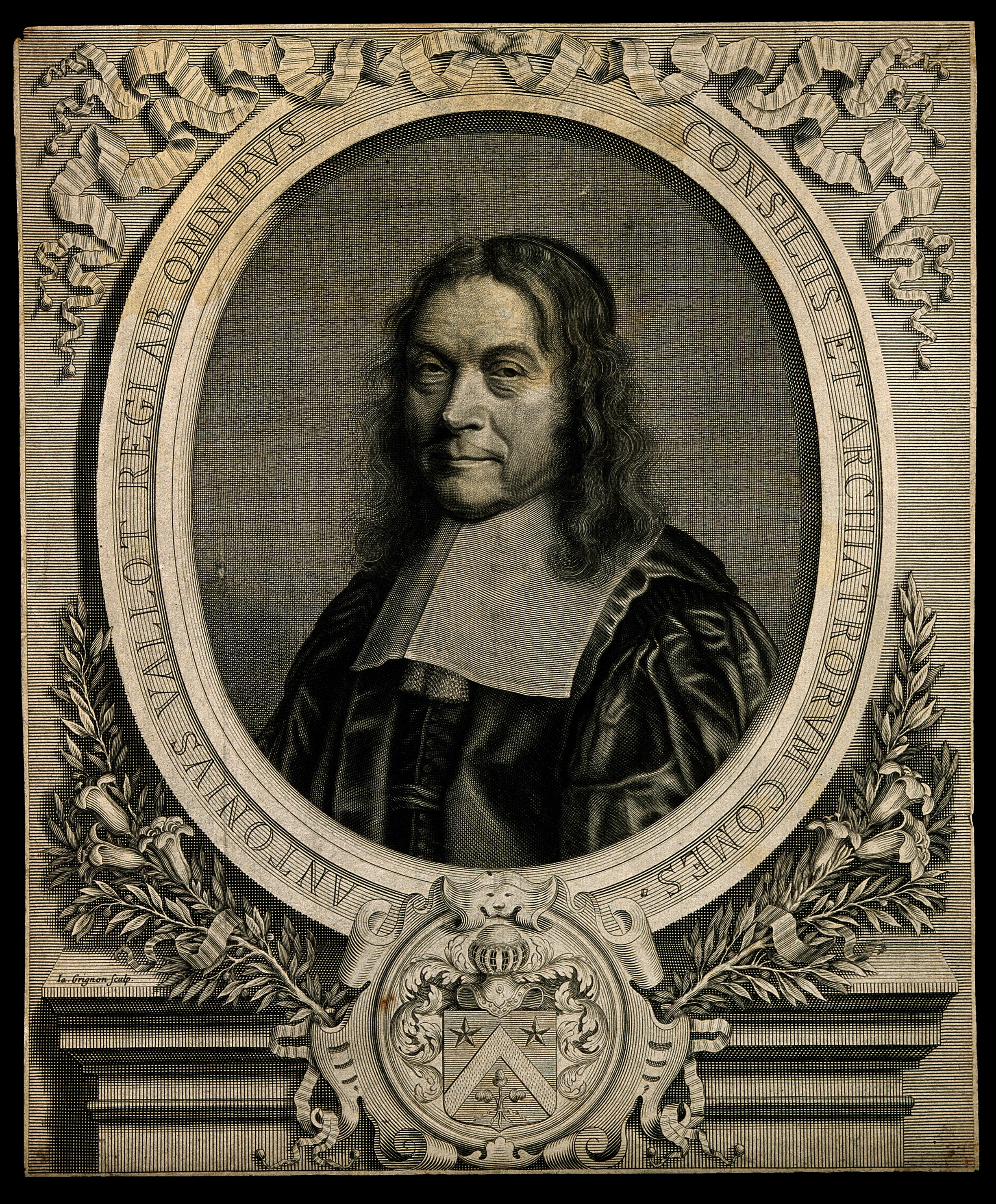
Antoine Vallot, Gravur von J. Grignon

Antoine Vallot wurde am 8. Juli 1652 zum persönlichen Arzt (premier médecin du roi) Ludwigs XIV. ernannt.
Geboren 1596/6, erlangte Vallot seine medizinische Ausbildung an der Universität Reims. Dokumente weisen ebenfalls auf ein Studium an der Universität Montpellier hin; es wird vermutet, dass Vallot in Reims sein Studium aufnahm, jedoch in Montpellier graduierte.
Obwohl das Datum seiner Ankunft in Paris ungeklärt ist, gehörte Vallot bereits 1647 zu einem ausgewählten Kreis von Ärzten, die der königlichen Familie dienten. Zu Vallots Patienten gehörten bald auch einflussreiche Personen am französischen Hofe, wie Kardinal Jules Mazarin. Außerdem wurde Vallot eine enge Freundschaft zu dem ihm vorhergehenden königlichen Leibarzt Francois Vautier nachgesagt. Es wird angenommen, dass insbesondere letztere Verbindung maßgeblich zu Vallots Einstellung als königlicher Leibarzt im Jahre 1652 beigetragen hat.
Neben seiner Tätigkeit als königlicher Leibarzt bekleidete Vallot die Ämter Leiter der königlichen Bäder, Brunnen und Mineralgewässer sowie Leiter des botanischen Gartens Paris (Jardin des Plantes).
Vallot heiratete Catherine Gayant, Tochter einer wohlhabenden Pariser Familie, im Februar 1634. Aus der Ehe entstanden zwei Töchter sowie vier Söhne.
Im Jahre 1668 wurde Vallot von Ludwig XIV. in den Adelsstand erhoben. Zu den Besitzungen der Familie gehörten u. a. das Château de la Magnanne sowie das Chateau de Neuville (Gambais), das von Antoine Vallots Bruder Jean-Baptiste verwaltet wurde.

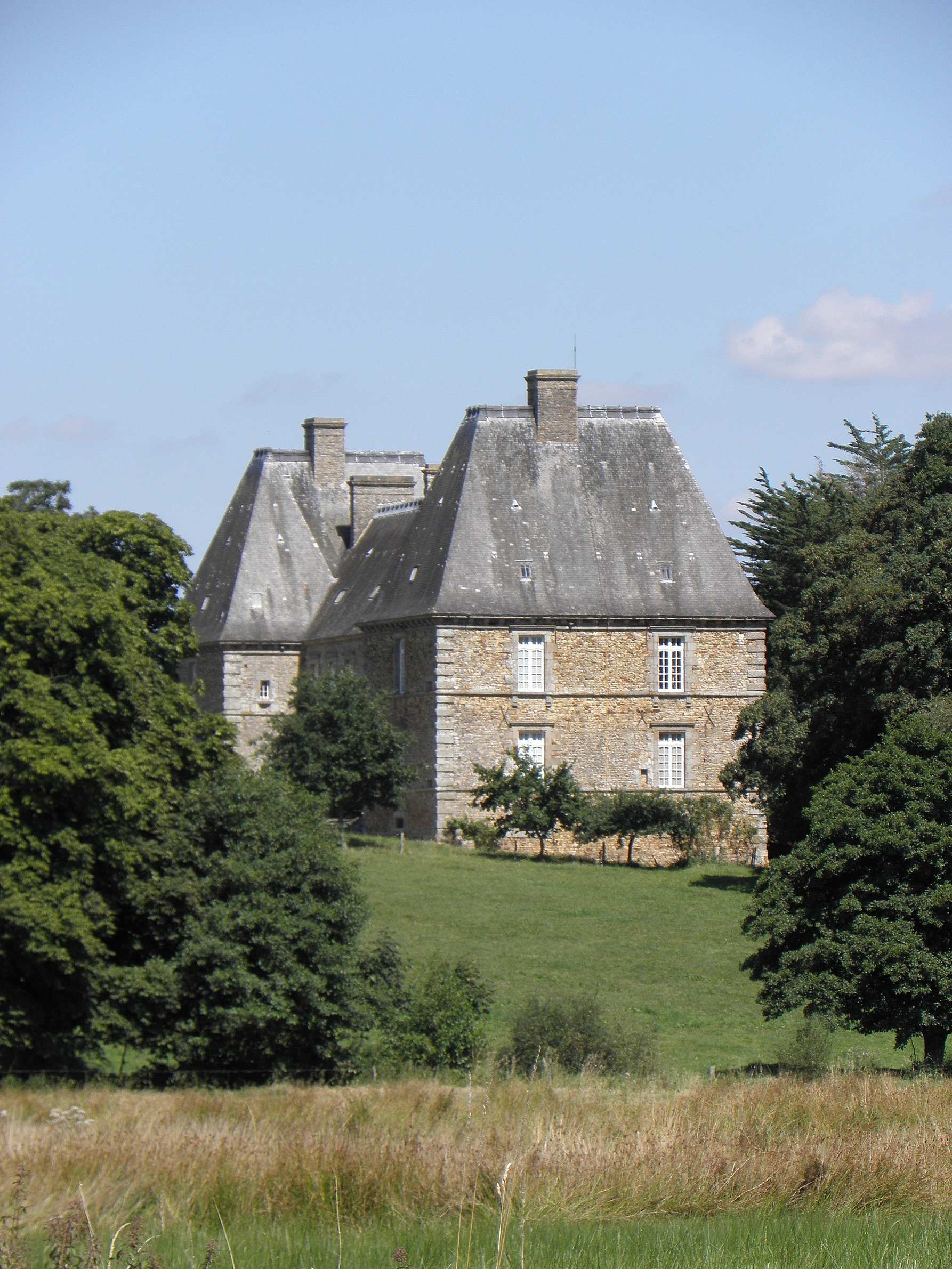
Château de La Magnanne
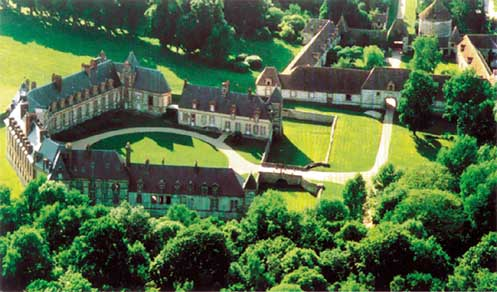
Luftansicht Château de Neuville (Gambais)

### Flucht nach Deutschland
Der protestantische Teil der Familie wurde im Rahmen der Unterdrückung der Hugenotten durch den katholischen Klerus und ab 1685 auch den König zunehmend in die Enge getrieben. Nach dem Tod Antoine Vallots und mit dem Erlass des Edikts von Fontainebleau 1685 und dem damit einhergehenden Höhepunkt der Unterdrückung der Protestanten in Frankreich verließ der protestantische Teil der Familie Frankreich in den 1680er Jahren, um sich in Oppenheim niederzulassen.
Da Hugenotten zur leistungsfähigsten Schicht der Gesellschaft zählten, fanden sie bei den Herrschern der Nachbarländer bereitwillige Aufnahme. Vielerorts wurden ihnen Privilegien und Kredite gewährt und in den Ländern, in die sie immigrierten, sorgten sie nicht selten für eine Blüte der Wirtschaft und besonders der Landwirtschaft.
Mit der Umbildung des ursprünglichen Namens Vallot in die deutsche Schreibart Wallot wurde die nationale Assimilation vollzogen.

### Wallot in Oppenheim
Wie auch Hugenottenfamilien in anderen deutschen Städten beeinflusste die Familie Wallot die Stadt Oppenheim. Der Einfluss der Familie ist – nicht zuletzt aufgrund der Prominenz Paul Wallots, der zwischen 1884 und 1894 das Reichstagsgebäude erbaute – bis heute in Oppenheim feststellbar.
So existiert in Oppenheim ein Paul-Wallot-Platz. Das Taufbecken in der Katharinenkirche in Oppenheim wurde von Paul Wallot entworfen und im Jahr 1888 von seinem Vater gestiftet. Im Fenster der Katharinenkirche ist außerdem das Familienwappen der Familie Wallot (Vallot) eingearbeitet.
Die Familie betrieb ebenfalls ein Weingut in Oppenheim, das unter anderer Führung bis heute existiert.
Auf dem Oppenheimer Friedhof befindet sich das Familiengrab der Familie Wallot. Im Zentrum des Familiengrabs befindet sich eine dorische Ädikula zu Ehren Paul Wallots und seiner Frau, welche von dem Schweizer Architekten Alfred Friedrich Bluntschli entworfen wurde. Auf der Ädikula befindet sich ein Profilbild Paul Wallots aus Bronze.
Paul Wallots Geburtshaus in der Krämerstraße 7 existiert bis heute und beherbergt zurzeit ein Restaurant, welches ein Paul-Wallot-Zimmer führt. An dem Haus befindet sich außerdem eine Bronzeplatte zu Ehren Wallots. Besonderes Merkmal des Hauses sind zwei unmittelbar nebeneinanderstehende Hauseingänge, welche Initialen tragen.

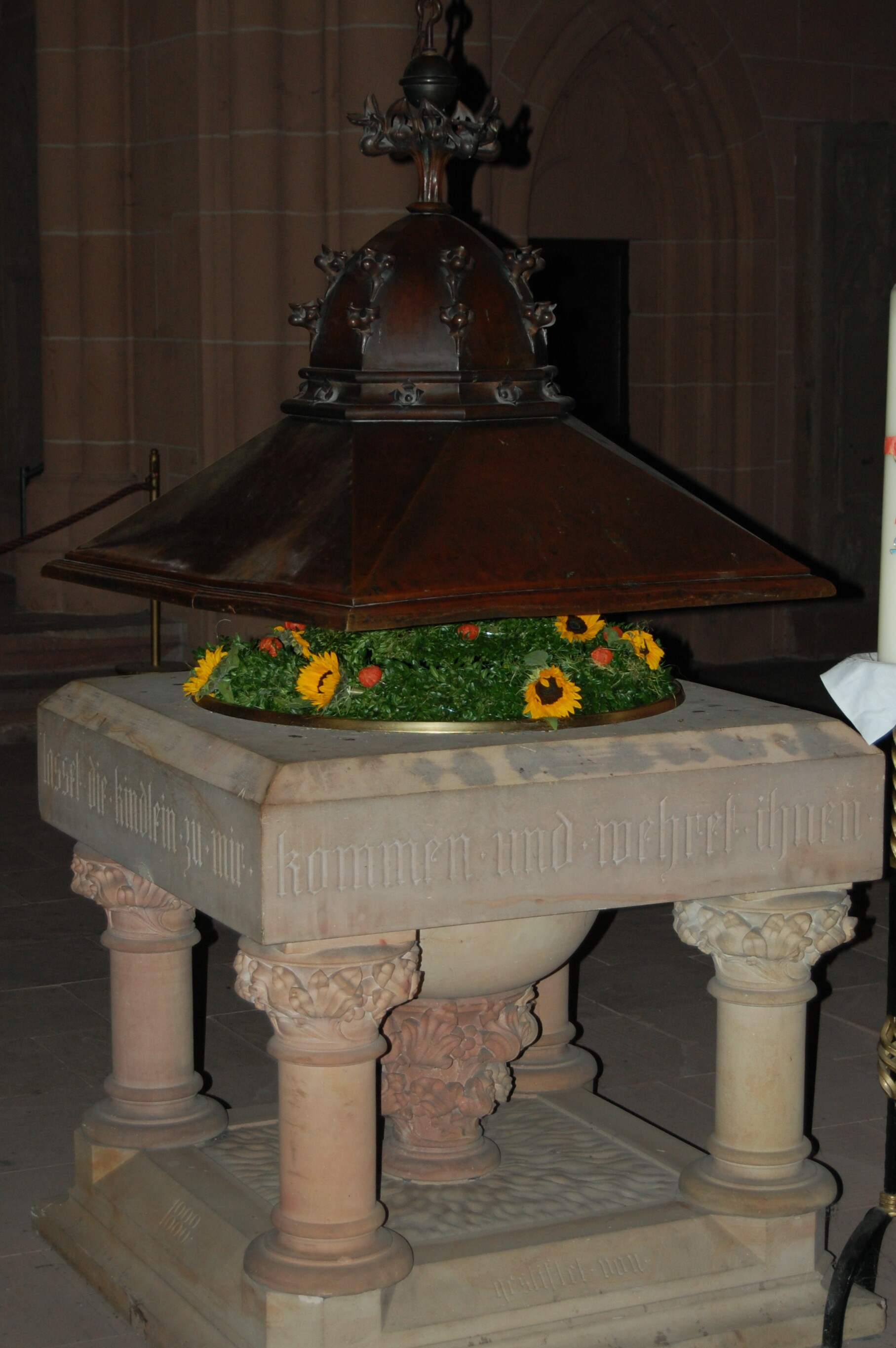
Taufstein Katharinenkirche in Oppenheim
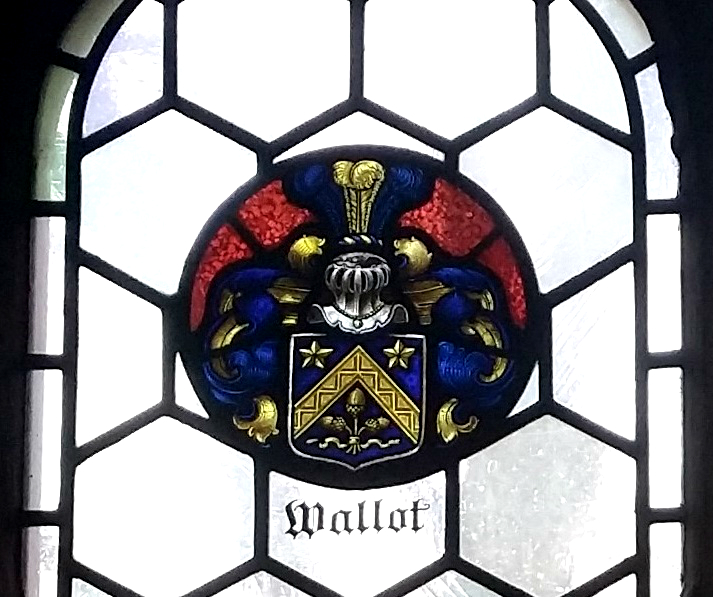
Wappen der Familie Wallot im Fenster der Katharinenkirche in Oppenheim
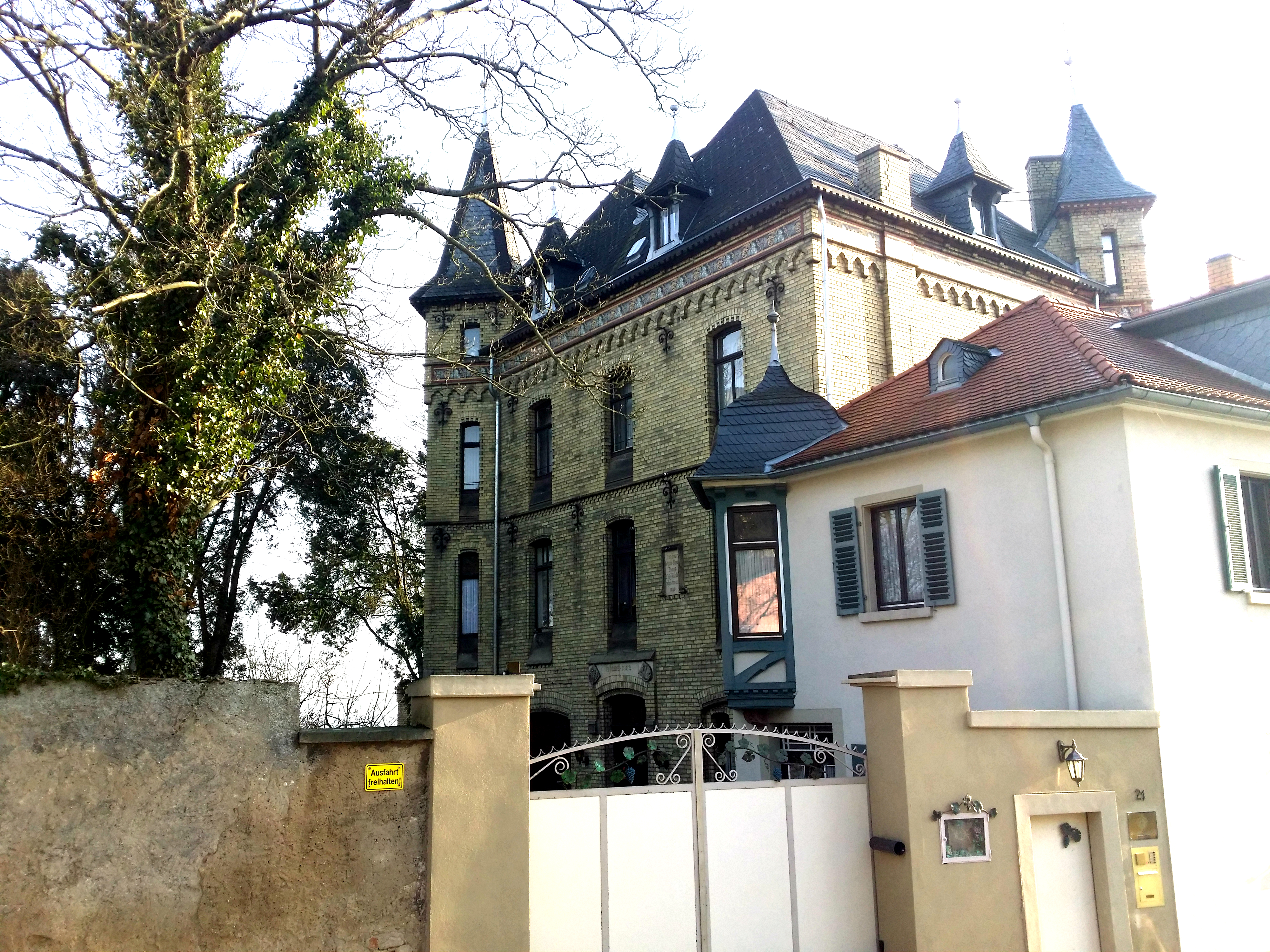
Ehemaliges Weingut der Familie Wallot in Oppenheim
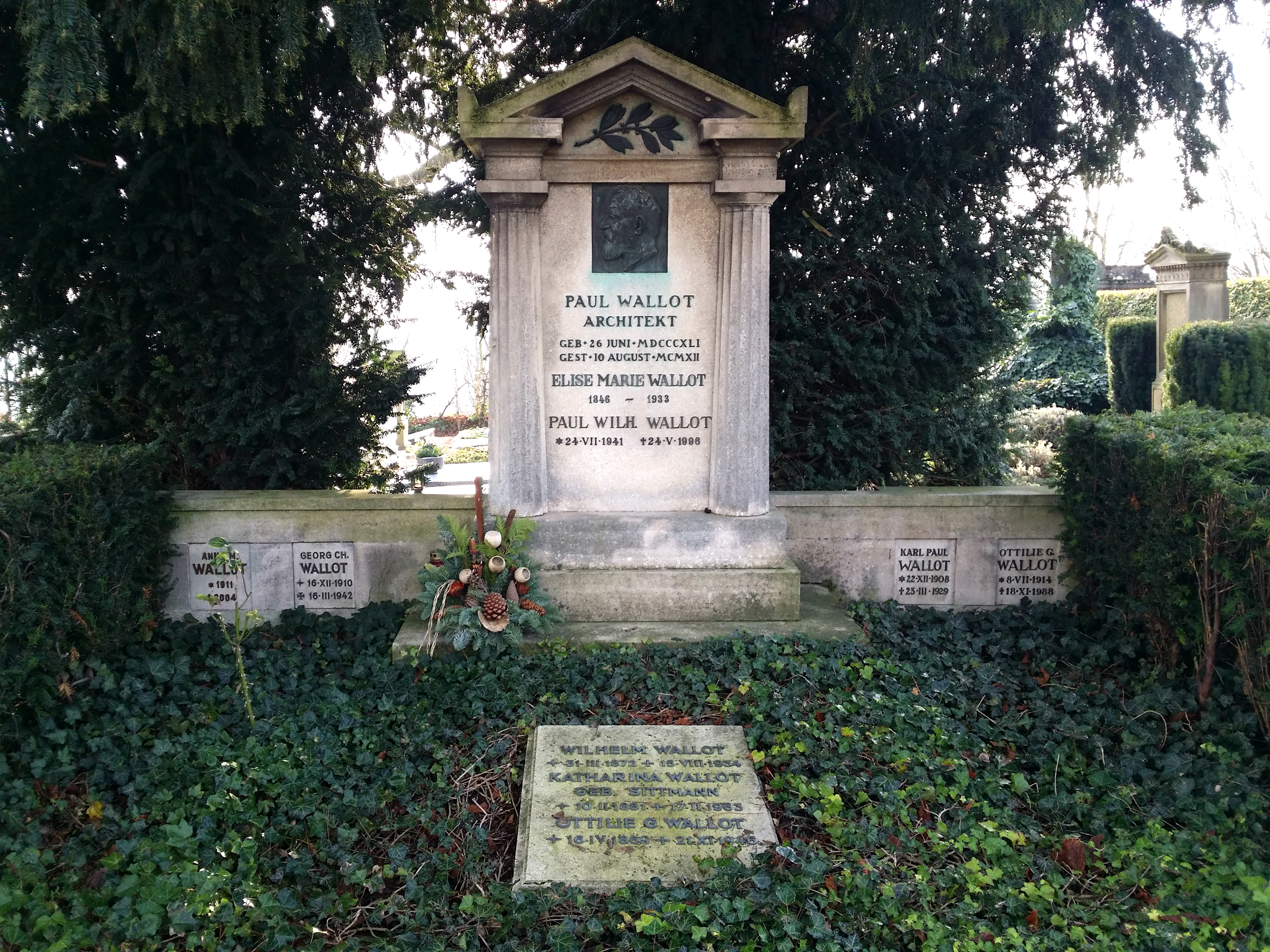
Familiengrab Wallot in Oppenheim
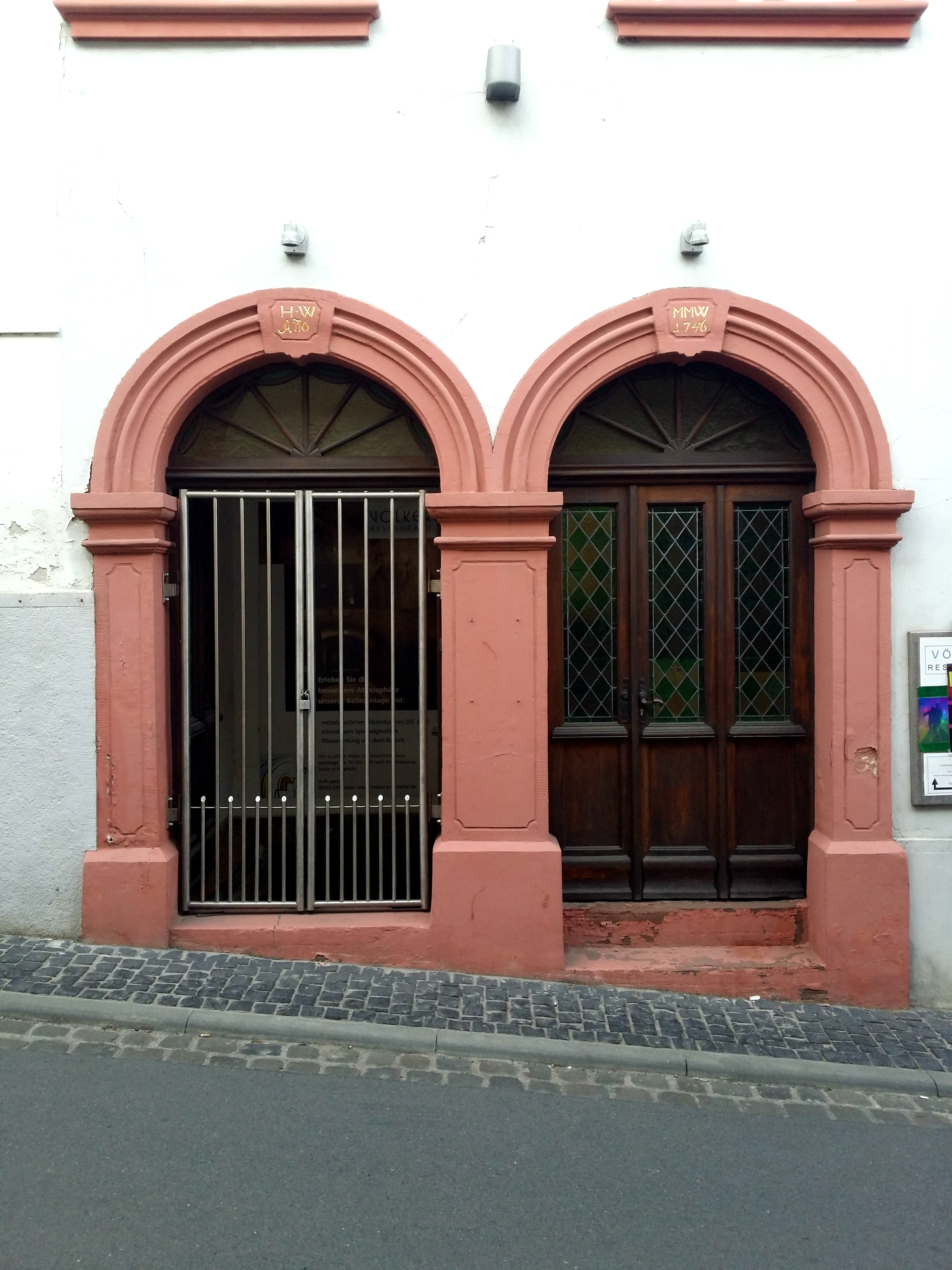
Geburtshaus Paul Wallots in der Krämerstraße 7

## Wappen

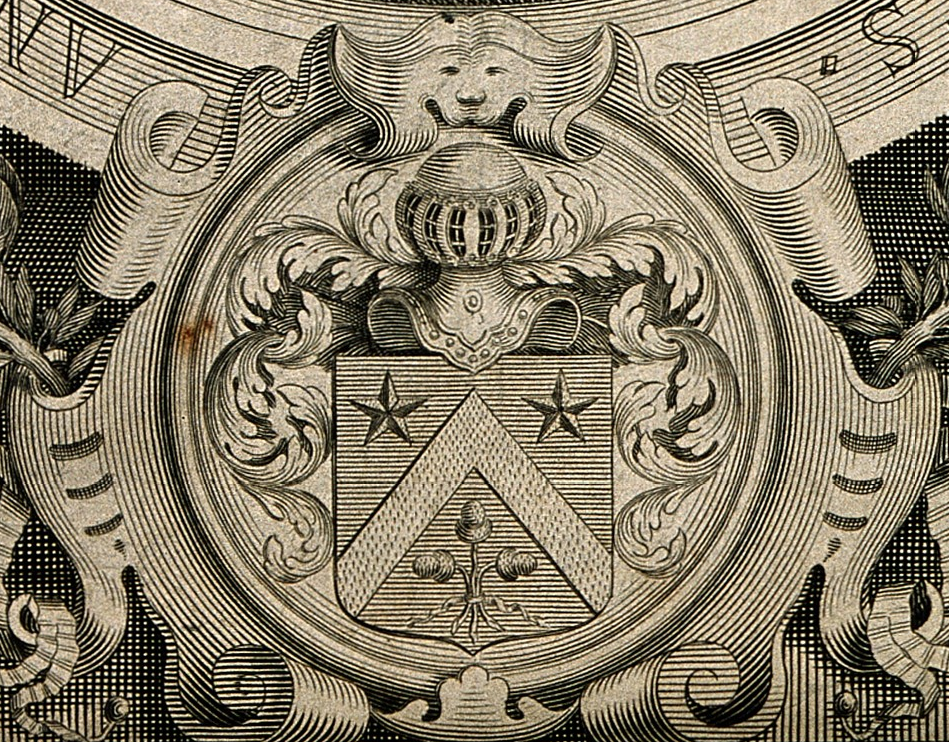
Detail einer Gravur von J. Grignon, die das Familienwappen zeigt (ganzer Kupferstich)

Die genaue Herkunft des Familienwappens ist nicht bekannt. Das Wappen wurde jedoch bereits von Antoine Vallot getragen und ist somit spätestens auf das 17. Jahrhundert zurückzuführen. 

Das Schild ist in der Form „Tiercé en chevron“ aufgeteilt, das als Symbol für Schutz und der Erhaltung, kriegerische Tapferkeit, Beständigkeit und Festigkeit galt. Die Tinktur des Wappens ist in Blau und Gold gehalten. Der goldene Sparren wird oben begleitet von zwei goldenen Sternen. Dazu unten ein Bund von drei goldenen Eicheln, die mit einem goldenen Band zusammengebunden sind. Der Helm ist in Silber gehalten und weist sieben Gitter auf. Die Helmzier besteht aus einer goldenen zwischen zwei blauen Straußenfedern. Zusätzlich ist der Helm mit blau-goldenen Decken umgeben.

## Namensträger der Familie
- Antoine Vallot (1596/6-1671), Leibarzt von Ludwig XIV.
- Johann Wilhelm Wallot (auch Jean Guillaume) (1743–1794), deutsch-französischer Astronom
- Paul Wallot (1841–1912), Architekt des deutschen Reichstagsgebäudes
- Joseph Vallot (1854–1925), Astronom und Geologe
- Julius Wallot (1876–1960), deutscher Physiker